# Painko
Painko är en atoll i Cooköarna (Nya Zeeland). Den ligger i den norra delen av landet. Arean är 1,7 kvadratkilometer. Atollen är täckt av tropisk skog.
Öns högsta punkt är 19 meter över havet. Den sträcker sig 1,4 kilometer i nord-sydlig riktning, och 4,4 kilometer i öst-västlig riktning.
Tropiskt regnskogsklimat råder i trakten.